# Rhys Evans
Rhys Evans (*Swindon, Inglaterra, 27 de enero de 1982), futbolista inglés. Juega de portero y su actual equipo es el Exeter City de Inglaterra.

## Selección nacional
Ha sido internacional con la Selección nacional de fútbol de Inglaterra Sub-21.

## Clubes
| Club                | País       | Año       |
| ------------------- | ---------- | --------- |
| Bristol Rovers      | Inglaterra | 2000      |
| Queens Park Rangers | Inglaterra | 2001-2002 |
| Leyton Orient       | Inglaterra | 2002      |
| Swindon Town        | Inglaterra | 2003-2006 |
| Blackpool FC        | Inglaterra | 2007      |
| Bradford City       | Inglaterra | 2007      |
| Millwall FC         | Inglaterra | 2008      |
| Bradford City       | Inglaterra | 2008-2009 |
| Bristol Rovers      | Inglaterra | 2009-2010 |
| Southend United     | Inglaterra | 2010-2011 |
| Staines Town        | Inglaterra | 2011-2012 |
| Exeter City         | Inglaterra | 2012-     |